# دولت‌آباد ۳
دولت‌آباد ۳ یک روستا در ایران است که در دهستان فتح‌آباد شهرستان بافت واقع شده‌است. دولت‌آباد ۳، ۱۷ نفر جمعیت دارد.